# Rive-Sud (Montréal)
Dans la région métropolitaine de Montréal, la Rive-Sud désigne l'ensemble des villes situées au sud et à l'est de l’île de Montréal, sur la rive sud du fleuve Saint-Laurent. Elle comprend l'agglomération de Longueuil (434 711 habitants) et les municipalités régionales de comté (MRC) de Roussillon (185 568 habitants), La Vallée-du-Richelieu (131 803 habitants) et Marguerite-D'Youville (80 313 habitants). 
La colonisation française du territoire situé entre le Saint-Laurent et la rivière Richelieu débute au XVIIIe siècle avec l'établissement de la seigneurie du Sault-Saint-Louis en 1660, de la seigneurie des Îles-Percées (Boucherville) et de la baronnie de Longueuil en 1668. 

## Toponymie
Selon l'Office québécois de la langue française, la forme très répandue Rive-Sud de Montréal est déconseillée.

## Territoire
Aujourd'hui, on peut la dissocier en deux sous-divisions :
- La Rive-Sud dite proche, comprend l'agglomération de Longueuil pour une population de 415 000 habitants.
- L'autre partie, nommée aussi Couronne Sud (Vallée-du-Haut-Saint-Laurent ou Suroît), s'étend de la ville de Varennes au nord à Châteauguay au sud et Mont-Saint-Hilaire à l'est.

Elle totalise, en incluant la population de la Rive-Sud proche, 700 904 habitants. Quelquefois, on peut parler de la Grande Rive-Sud qui elle s'étend de Sorel-Tracy au nord à Salaberry-de-Valleyfield au sud et jusqu'à Saint-Hyacinthe à l'est englobant aussi l'agglomération de Saint-Jean-sur-Richelieu pour un total de 970 779 personnes. À cette échelle par contre, le pourcentage de la population se rendant à Montréal pour y travailler tend à diminuer. On peut cependant considérer ces villes comme faisant partie de la région du Grand Montréal.
La ville principale de cette sous-région est Longueuil.
Le territoire de la Rive-Sud ne possède pas de véritable existence institutionnelle. C'est pourquoi son territoire ne correspond pas à des limites géographiques précises. Cependant, des travaux de recherche réalisés par une équipe de chercheurs de l'INRS en 1998 définissaient la Rive-Sud de Montréal comme une entité composée de quatre municipalités régionales de comté :
- MRC de Marguerite-D'Youville (anciennement Lajemmerais), (Calixa-Lavallée, Contrecœur, Saint-Amable, Sainte-Julie, Varennes, Verchères)
- MRC de La Vallée-du-Richelieu (Belœil, Chambly, McMasterville, Mont-St-Hilaire, etc.)
- Agglomération de Longueuil (Longueuil, Brossard, Saint-Hubert, Saint-Lambert etc.)
- MRC Roussillon (Candiac, Châteauguay, Delson, La Prairie, etc.)

## Municipalités incluses
- Belœil
- Boucherville
- Brossard
- Candiac
- Carignan
- Chambly
- Châteauguay
- Delson
- La Prairie
- Longueuil (3 arrondissements de Greenfield Park, de Saint-Hubert et du Vieux-Longueuil)
- McMasterville
- Mont-Saint-Hilaire
- Otterburn Park
- Saint-Basile-le-Grand
- Saint-Bruno-de-Montarville
- Sainte-Catherine
- Saint-Constant
- Saint-Isidore
- Sainte-Julie
- Saint-Lambert
- Saint-Philippe
- Saint-Jean-sur-Richelieu
- Varennes
- Saint-Mathias

## Transport

### Transport routier
La Rive-Sud de Montréal est desservie par plusieurs autoroutes et routes majeures qui permettent le déplacement de personnes et de marchandises vers Montréal ou toute autre région du Québec :
- L'autoroute 20 qui fait le lien vers la ville de Québec et le Bas-Saint-Laurent et vers la ville de Montréal et l'Ontario. L'autoroute 20 traverse la Rive Sud d'est en ouest et passe au centre-nord de celle-ci.
- La route 132 qui longe le fleuve St-Laurent sur toute sa longueur et qui traverse plusieurs villes dont L'agglomération de Longueuil. Cette route traverse la région du nord-est au sud-ouest.
- L'autoroute 10 qui fait le lien entre Montréal et Sherbrooke (Estrie) en passant dans les villes de Brossard et Chambly. L'autoroute 10 traverse la région d'est en ouest et passe au centre de cette dernière.
- l'autoroute 30 qui sert de route de contournement sur la Rive-Sud pour éviter de passer par Montréal pour des déplacements est-ouest. L'autoroute 10 traverse la Rive-Sud du nord-ouest à l'ouest.
- La route 116 dessert localement les villes de la Vallée-du-Richelieu jusqu'à St-Bruno-de-Montarville, où elle devient une autoroute à trois voies et passe à travers St-Hubert pour se terminer au boulevard Taschereau (route 134) à Longueuil. La route 116 fait le lien avec l'est de la Montérégie et le Centre-du-Québec et traverse la région d'est en ouest.
- La route 112 sert de lien local vers Longueuil et Montréal pour les villes de Marieville, Richelieu, Chambly et Carignan. Elle traverse ensuite l'arrondissement de St-Hubert à Longueuil en tant qu'artère commerciale et devient en duplex avec la route 116 jusqu'au boulevard Taschereau. La route continue par la suite dans la ville de St-Lambert, où elle emprunte le pont Victoria pour continuer vers Montréal. Cette route traverse la région d'est en ouest.
- La route 134, plus connue sous le nom boulevard Taschereau sur sa partiede la Rive-Sud, est un boulevard urbain qui commence sa route à la sortie 45 de l'autoroute 15 à Candiac et fait son chemin à travers les villes de La Prairie, Brossard, les arrondissements de Greenfield park, St-Hubert et du Vieux-Longueuil. La route 134 est l'artère commerciale principale de la ville de Longueuil et compte plusieurs points d'intérêt régional, comme le terminus Panama, le Centre de service Canada à Brossard, le Mail Champlain, les Galeries Taschereau, la Place Greenfield Park, l'hôpital Charles-Le Moyne et le Terminus Longueuil. Elle continue sous forme d'autoroute après la sortie du boulevard La Fayette et devient le pont Jacques-Cartier.
- L'autoroute 15, qui arrive du sud de la Montérégie et des États-Unis, passe dans les villes de Candiac, La Prairie et Brossard en duplex avec la route 132 et prend ensuite le pont Champlain à Brossard pour se diriger vers Montréal, Laval et les Laurentides.

### Transport en commun
Le transport en commun dans les banlieues sud de Montréal est géré par le Réseau de transport métropolitain nommé Exo depuis le 23 mai 2018, lors de la réorganisation administrative du transport en commun dans la région métropolitaine de Montréal. L'organisme Exo gère 10 secteurs d'autobus sur la Rive-Sud en plus des trois lignes de trains de banlieue sur celle-ci. Toutefois, le transport en commun dans l'agglomération de Longueuil est géré par le Réseau de transport de Longueuil (RTL) et non par Exo. De plus, la ville de Saint-Jean-Sur-Richelieu opère son propre service d'autobus municipal pour transporter les résidents et travailleurs de la ville vers Brossard et Montréal.

#### Projets
En 2020, Sylvie Parent, mairesse de Longueuil, propose un tracé pour un projet de tramway appelé LÉEO (lien électrique est-ouest) qui relierait le cégep Édouard-Montpetit, à l’est, à la ville de La Prairie, à l’ouest. Le LÉEO devrait relier la station de métro de Longueuil–Université-de-Sherbrooke et la station Panama du Réseau express métropolitain (REM), à Brossard.